# Greillenstein
Greillenstein ist ein Ort und eine Katastralgemeinde der Gemeinde Röhrenbach im Bezirk Horn in Niederösterreich.

## Geografie
Das Dorf liegt im westlichen Teil des Horner Beckens zwischen Feinfeld und dem Hauptort Röhrenbach. Die Seehöhe in der Ortsmitte beträgt 448 Meter. Die Fläche der Katastralgemeinde umfasst 0,49 km². Die Einwohnerzahl beläuft sich auf 11 Einwohner (Stand: 1. Jänner 2024). Zur Ortschaft gehört auch die Eichmühle am Taffabach.

## Postleitzahl
In der Gemeinde Röhrenbach finden mehrere Postleitzahlen Verwendung. Greillenstein hat die Postleitzahl 3592.

## Bevölkerungsentwicklung
| Jahr      | 1794 | 1846 | 1869 | 1951 | 1961 | 1971 | 1991 | 2001 |
| --------- | ---- | ---- | ---- | ---- | ---- | ---- | ---- | ---- |
| Einwohner | 55   | 97   | 121  | 57   | 31   | 27   | 18   | 22   |

## Geschichte
Seit dem 14. Jahrhundert ist die Geschichte des Ortes eng mit der Entwicklung der ursprünglichen Wehrburg des Geschlechts der Greillen verbunden, die über die Dachpeck und Grabner zu Rosenburg 1534 in den Besitz von Freiherr Johann Lorenz von Kuefstein gelangte und die im letzten Drittel des 16. Jahrhunderts als Schloss Greillenstein im Stil der Renaissance neu erbaut wurde und seit 1959 als Schlossmuseum öffentlich zugänglich ist. Laut Adressbuch von Österreich waren im Jahr 1938 in Greillenstein ein Fleischer, ein Gastwirt, zwei Mühlen, ein Sägewerk und ein Wagner ansässig.

## Kultur und Sehenswürdigkeiten
Schloss Greillenstein

## Wirtschaft und Infrastruktur

### Öffentliche Einrichtungen
In Greillenstein gibt es einen Kindergarten.

### Verkehr
Das Linienbusunternehmen PostBus fährt eine Haltestelle der Linie 1308 (Horn-Zwettl) in Greillenstein an. Die nächstgelegenen Bahnhöfe der ÖBB sind Irnfritz an der Franz-Josefs-Bahn sowie Rosenburg und Horn an der Kamptalbahn.